# Calvoa trochainii
Calvoa trochainii är en tvåhjärtbladig växtart som beskrevs av Jacq.-fel.. Calvoa trochainii ingår i släktet Calvoa och familjen Melastomataceae. Inga underarter finns listade i Catalogue of Life.